# Alias (Unix)

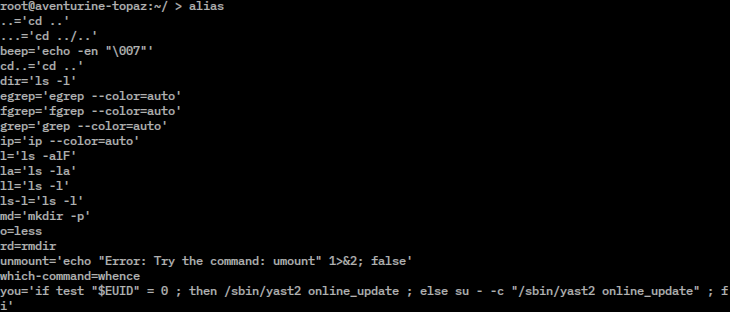
Przykład użycia komendy alias

alias to komenda w powłokach systemów Unix i Linux (np. csh, bash, Korn shell), która umożliwia zastąpienia wielu słów jednym słowem.
Poleceniem alias często posługuje celem skrócenia komend systemowych lub dodania parametrów do istniejących komend.
Zdefiniowane aliasy obowiązują w sesji powłoki.
Jeżeli są wpisane do plików konfiguracyjnych powłok (np. ~/.cshrc, /etc/csh.cshrc, ~/.bashrc, /etc/bashrc), będą wtedy dostępne przy każdym uruchomieniu powłoki.

## Tworzenie aliasów
Alias tworzy się przez podanie nazwy oraz łańcucha znaków:
```
alias kopia="cp"
```

Powyższa definicja oznacza, że przy wpisaniu w powłoce komendy kopia, zostanie ona zastąpiona komendą cp, tzn. uruchomiona zostanie komenda cp.

## Przeglądanie zdefiniowanych aliasów
Następne komendy są używane, aby się dowiedzieć które aliasy istnieją w sesji powłoki:
```
alias       # Bez parametrów wydaje wszystkie aliasy
alias -p    # Tak samo jak powyżej
alias kopia # Wyświetla komendę, która zastąpiona jest słowem kopia
```

## Przekroczenie aliasów
Jeśli istnieje alias dla istniejącej komendy, można podać oryginalną komendę w ramach pojedynczych cudzysłowów. Na przykład, kiedy się chce wykonać dosłownie ls, a ls jest aliasem na ls -la, należy wykonać 'ls' aby wyświetlić zawartość danego katalogu bez wyświetlaniu plików ukrytych i w rozszerzonego widoku.

## Usuwanie aliasów
Aliasy usuwa komenda unalias:
```
unalias kopia    # Usuwa aliasa z nazwą kopia
unalias -a       # Usuwa wszystkie aliasy
```

## Przykłady
Przykłady definicji aliasów w powłoce bash w systemie GNU/Linux:
```
alias ls='ls --color=tty' # wyświetlanie treści przy pomocy wielu kolorów zależnie od rodzaju treści
alias la='ls -a'          # wyświetlanie wszystkich plików i katalogów, w tym ukrytych
alias ll='ls -l'          # wyświetlanie w rozszerzonym widoku

alias rm='rm -i'          # potwierdzenie przy uruchamianiu
alias cp='cp -i'
alias mv='mv -i'

alias vi='vim'            # uruchamianie "poprawionego vi", czyli vim
```